# Rya
För andra betydelser, se Rya (olika betydelser).

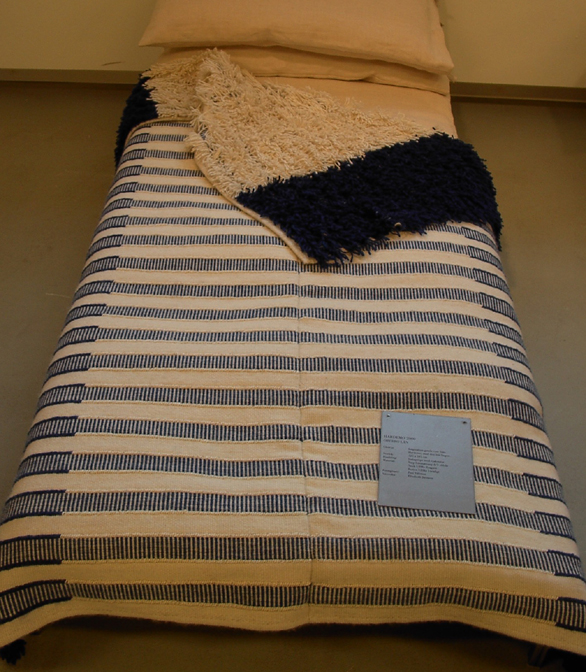
Rekonstruerat ryatäcke från Hardemo, vävt av Elisabet Jansson, Lindesberg.

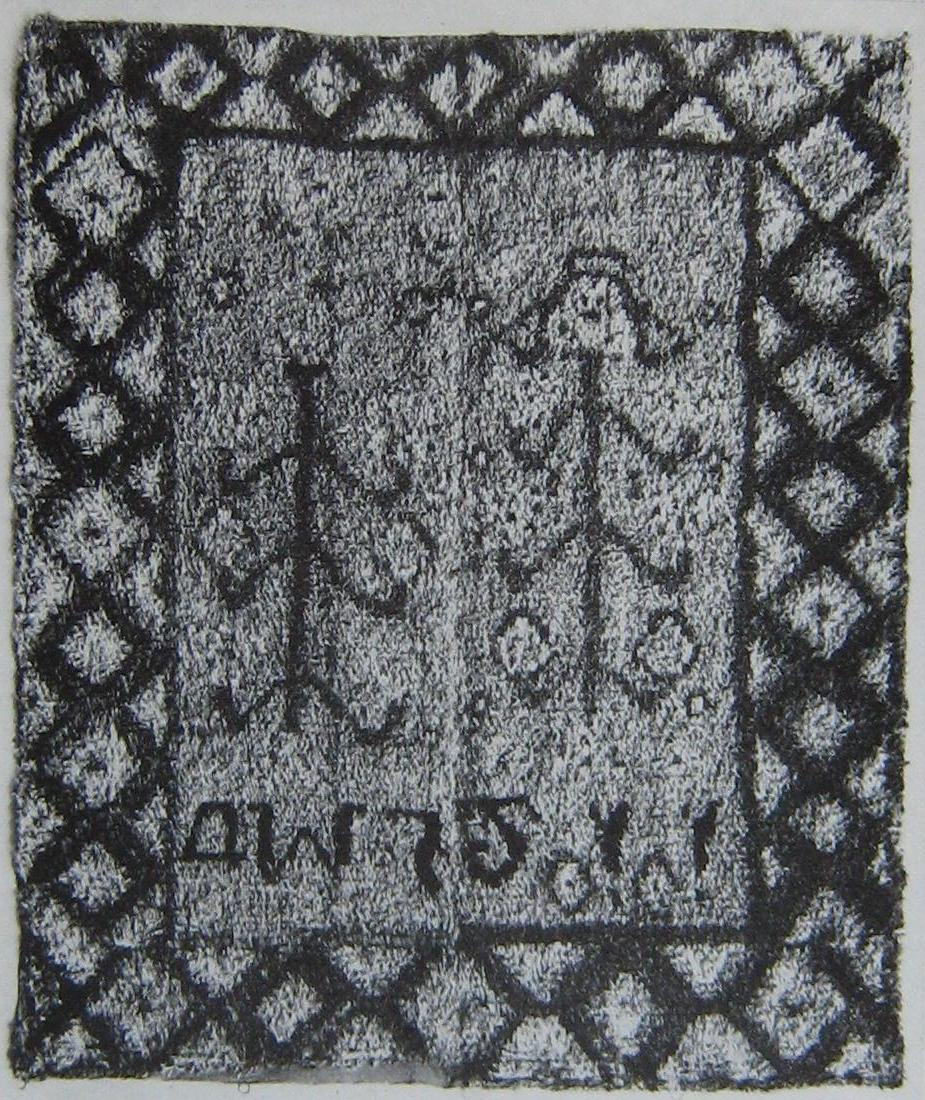
Dubbelnockad prydnadrya från Östuna socken, daterad 1733. Nedsidans nock är omönstrad. Ryan finns i Nordiska museets samlingar.

Rya är en vävnad i knuten flossa och används som sängtäcke (ryatäcke) eller som golvmatta (ryamatta). Ryaullen har här sitt främsta användningsområde, och är också orsaken till att ryafåret (helt enkelt fårraser med täckhår i sin ull) räddades från utrotning i början av 1900-talet.

## Historik
Rya är en vävteknik vars popularitet gått i vågor. Eftersom den är ett mellanting mellan vävning och rent handarbete hamnar tekniken ofta "på undantag". Ryaknytning skiljer sig i knytningen inte från flossa men har längre nock och kan vara något glesare. Ryaknytning har använts i mattor, dynor och väggbonader.
Ordet rya dyker upp först på 1400-talet, men troligen är ryan äldre. I angelsaxiskan betydde ordet "ryhae" ett grovt ulltäcke. Flossaknytningen har mycket gamla anor. Äldsta belägget är inventarium från Biskops-Arnö, upprättat 1444 och vidimerat 1467, där åtta ryor finns upptagna. I Arboga stads tänkeböcker omtalas 1469 några "ryio hatter", vilket visar att ryeknytningen användes även annat än fällar. I Hjälsta kyrkas räkenskapsbok från 1479 uppges att det då fanns två "ryghior" i kyrkan. Ryor omtalas även i Vadstena klosterregler. En uppgift om en stulen båt i Stockholms stads tänkeböcker 1489–1490 innehållande en rya visar att ryorna redan då även användes som täcken i båtarna. Det finns gott om sentida belägg på detsamma, inte bara från Sverige utan även från Norge, Åland och Estland. På 1800-talet börjar de dock att ersättas av filtar.
1584 åtalas en man i Stockholm för att han sagt att Kongen schal icke legre sticke fothen utan rijan recker, alltså inte lägga sig i det han inte hade att göra med, vilket visar att ryorna då var så vanliga att de inkorporerats i ett talesätt. Det fanns också gott om ryor på de kungliga slotten, på Uppsala gård fanns 1541 35 ryor, 1545 44 ryor, 1568 105 stycken och 1578 112 stycken.

## Typer
De äldre ryorna indelas i slitryor och prydnadsryor de förra var enkelt mönstrade, medan de senare kunde vara dekorerade med både bildmotiv och mönster i klara färger. Prydnadsryan fungerade ofta som brudtäcke, eller som överkast. Normalt placerades ryan i sängen med nocken nedåt. Ryan kan dock även vara dubbelnockad med ryeknutar på bägge sidor av väven. Det finns även varianter med en dekorerad "uppviksbit" överst, den del av nocken som skulle synas.
Om luggen täcker vävnadens hela yta talar man om helrya. Om lugg binds in enbart för att bilda ett dekorativt mönster på delar av vävnaden, medan resten utgörs av traditionell väv, vanligen tuskaft, kallas vävnaden halvrya. Under 1930–60-talet var det populärt med trasmattor med inslag av ryeknytning.

## Bekämpningsmedel
De bekämpningsmedel som efter andra världskriget använts för malimpregnering av ull i textilindustrin – Eulan, Mitin och DDT – är mycket stabila ämnen, vilket påverkat bedömningen av deras farlighet. Senare varianter av Eulan, som Eulan SPA, är fortfarande godkända i vissa EU-länder och Mitin FF är fortfarande godkänt i USA, medan dessa medel ej längre är godkända i Sverige.
Gamla, så kallade "malsäkra", yllefiltar och yllemattor räknas idag i Sverige som farligt avfall. Filtarna får inte slängas som hushållsavfall, utan ska destrueras på särskilt sätt.
Kemikalieinspektionen avråder numera från att ha sådana äldre ylleprodukter i direkt kontakt med huden under lång tid och att undvika att barn använder dem.